# Fiordo Garibaldi
Il fiordo Garibaldi (in spagnolo Seno Garibaldi) è un fiordo del Cile che sbocca sullo stretto di Drake. È situato nella costa sud della Terra del Fuoco; appartiene alla provincia dell'Antartica Cilena nella regione di Magellano e dell'Antartide Cilena. Giuridicamente appartiene al territorio di Aserradero La Paciencia che dista 65 km.
Il fiordo è situato tra la punta de la Fuente e Cordigliera Darwin, le estremità sono punta Anna e punta Témpanos.
Nelle vicinanze c'è il ghiacciaio Garibaldi.
All'interno del fiordo vi è un porticciolo Puerto Garibaldi che, nei periodi in cui nel fiordo il mare non è ghiacciato, è scalo di diportisti che autonomamente o tramite tour organizzati visitano la Terra di Fuoco.

## Fauna
Il fiordo Garibaldi fa parte del parco nazionale Alberto de Agostini ed è presente una folta colonia di leoni marini .